# Den iranske revolution
Den iranske revolution i 1979 forandrede Iran fra et autokratisk, vestligt orienteret monarki, under styre af shah Mohammad Reza Pahlavi, til en islamisk teokratisk republik under ayatollah Khomeini. Revolutionen er opdelt i to perioder, i den første periode vælter en alliance af liberale, venstreradikale og religiøse grupper shahen. Under den anden periode, som ofte bliver kaldt Den islamske revolution, kom præstestyret til magten og indførte en teokratisk islamisk republik.
Shahen havde siddet ved magten siden 1941, med et kort afbrud i 1953. I 1960- og 70'erne mødte han modstand både fra den religiøse fløj og den urbane middelklasse, som ikke var blandt den rige elite som fik fordele af shahens storforbrug af penge og som støttede et konstitutionelt demokrati. Shahen ledede et strengt regime, fængslede hundredvis af politiske aktivister og førte en stram censurlovgivning. Mens leveforholdene for de fleste i befolkningen var dårlige, var der få folkelige krav om konstitutionelle reformer.
I 1978 skabte en serie af protester, udløst af en bebrejdende artikel som angreb Khomeini i den officielle presse, en eskalerende cirkel af voldeligheder indtil to millioner mennesker fyldte gaderne på Azadi-torvet i Teheran 12. december for at protestere mod shahen. Hæren begyndte at gå i opløsning, da en række soldater nægtede at skyde på demonstranterne. Shahen gik med til at indføre en mere moderat konstitution, men det var for sent for kompromiser. Majoriteten af befolkningen var loyal mod Khomeini, og da han blev kaldt tilbage for at afslutte monarkiet, var shahen tvunget til at flygte fra landet 16. januar 1979. Khomeini kom tilbage til Iran 1. februar, inviteret af revolutionister, som var mod shahen. De udskiftede de moderate elementer af regeringen og skabte en islamisk republik med Khomeini som øverste leder.

## Forhold før revolutionen i Iran
Den fattigste del af den iranske befolkning var overordnet set den mest religiøse og mindst vestligt orienterede. De fattige var stort set bønder eller boede i slummen i udkanten af de store byer, især hovedstaden Teheran. De ønskede, at den grundlæggende islamiske livsstil skulle komme tilbage i modsætning til shahens forsøg på modernisering og fremskridt, som de anså som vestliggørelse. De mente, at shahens reformer kun tjente hans egne interesser, og at hans løfter om at skaffe fremskridt var falske, efter som gabet mellem rige og fattige voksede. Desuden følte mange, at meget af den store velstand skabt af olieindustrien var med til at skabe dette gab.
Efterhånden, som den iranske middelklasse blev mere urbaniseret, uddannet og eksponeret for vestlige værdier, anså mange regimet som en del af problemet, og i årene efter shahens genindsættelse i 1953 blev hans position stadig farligere for ham. Dette skyldtes først og fremmest hans nære bånd med vesten, upopulære reformer gennemført under den hvide revolution, intern korruption og regimets despotiske karakter, særlig repræsenteret ved dets hemmelige politi, SAVAK.
Da prisen på olie fortsatte med at stige i 1970-erne, blev mange stadig mere udtalte modstandere af styret. Den interne dekadence fandt udtryk i 2.500 års-jubilæet for grundlæggelsen af det persiske rige. Dette markeredes med en 3-dages fest holdt i Persepolis i oktober 1971 og kostede mere end 300 millioner USD. Over et ton kaviar blev tilberedt af nogen af de to hundrede kokke, som blev fløjet ind fra Paris. Samtidig havde mange i Iran for lidt mad og stod uden husly.
I 1970-erne voksede presset for forandring i styret efterhånden, som stigningen i den globale råoliepris øgede gabet mellem rige og fattige i Iran. Selv pro-vestlige elementer i Iran var rystede over den voksende autokratiske styrestil og stigende brug af det hemmelige politi. Samtidig fandt en bredere populistisk bevægelse sit organisatoriske grundlag i moskéerne og i ceremonier, som tog afstand fra vestens ugerninger og vestlig påvirkning. Kollisionen mellem en ung og voksende befolkning og en social struktur, som ikke tilbød hverken forbedringer i en moderne stat eller stabiliteten i et traditionelt samfund, skabte forhold, som lagde grunden for revolution.

## Tidlige protester
Efter pres fra USAs præsident Jimmy Carter (som truede med at stoppe salg af våben) i 1977 på grund af manglende overholdelse af menneskerettighederne, blev mere end 300 politiske fanger løsladt, censuren blev ophævet og retssystemet reformeret. Denne lettelse af restriktioner førte til flere kampagner fra oppositionens side, hvor forfattere kæmpede for tankefrihed, og folket begyndte at demonstrere.
Denne tidlige opposition var ledet af Mehdi Bazargan og hans Frihedsbevægelse i Iran. Den var en liberal sekulær gruppe, som var stærkt knyttet til Mossadeghs bevægelse fra 1950-erne. Denne gruppe fik betydelig støtte både i Iran og i Vesten.
Mere radikal var Ali Shari'ati, som kombinerede marxisme og shia-ortodoksi i en revolutionær bevægelse inspireret af de cubanske og algeriske revolutioner. Hans påståede mord i London i 1977, som SAVAK blev beskyldt for, øgede spændingen betydeligt.
Ulema var delt, nogen allierede sig med de liberale sekulære og andre med marxisterne. Khomeini, som var i eksil i Irak, ledede en lille fraktion, som talte for at vælte regimet og skabe en teokratisk stat. Senere i 1977 blev Khomeinis søn Mostafa fundet død af ukendte årsager. Atter fik shahens sikkerhedsstyrker skylden.
De forskellige grupper, som arbejdede mod det etablerede styre, opererede uden for Iran, for det meste i London, Paris, Irak og Tyrkiet. Taler af lederne af disse gruppere blev optagne på kassettebånd og smuglet ind i Iran. Talerne kunne så blive hørt af den hovedsagelig analfabetiske befolkning.

## Eskalerende protester
I perioden frem til 1978 kom oppositionen mod shahen hovedsagelig fra den urbane middelklasse, en del af befolkningen som var sekulær og ville støtte et konstitutionelt monarki. Det var først de islamiske grupper, som formåede at samle de store masser af befolkningen mod shahen.
Den officielle presse angreb Khomeini i en artikel i januar 1978. Rabiate studenter og religiøse ledere protesterede mod artiklens påstande i byen Qom. Hæren blev sat ind for at sprede demonstranterne og dræbte flere studenter.
Ifølge shiaernes skikke skal en mindehøjtidelighed afholdes 40 dage efter en persons død. I moskéer over hele landet blev befolkningen kaldt ind for at ære de døde studenter. Derfor marcherede grupper i et antal byer 18. februar for at ære de døde og for at protestere mod shahens styre. Denne gang udbrød der voldeligheder i Tabriz, og over hundrede demonstranter blev dræbt. Forløbet gentog sig, og den 29. marts begyndte en ny runde med protester over hele landet. Luksushoteller, teatre som viste "uetiske film" og en række symboler for shahens regime blev ødelagte. Igen intervenerede sikkerhedsstyrkerne og dræbte mange. Det samme skete den 10. maj.
Virkningen fra demonstrationerne sammen med en galoperende inflation skadede yderligere den iranske økonomi. Resultatet var, at regeringen sommeren 1978 introducerede strenge tiltag, som førte til, at mange offentlige arbejder blev lagt ned, og lønstop blev indført. Disse tiltag skabte en udstrakt arbejdsløshed og uro blandt arbejderne, for det meste blandt de fattige som levede i slumområderne ved Teheran og andre store byer. I voksende grad sluttede arbejderklassen sig til studenterne og middelklassen i protesterne mod regimet.

## Shahen forlader landet
Inden september var nationen i rask destabilisering, og alvorlige protester blev jævnlige. Shahen indførte undtagelsestilstand og forbød alle demonstrationer. Fredag den 8. september udbrød en massiv demonstration i Teheran, og i det, som blev kendt som den sorte fredag, brugte regimet sin fulde våbenstyrke for at knuse protesterne. Kampvogne, kamphelikoptere og maskingeværer dræbte hundredvis.
Den sorte fredag bevirkede, at styret mistede tilslutning fra store dele af den resterende iranske befolkning og i udlandet. En generalstrejke i oktober resulterede i økonomiens kollaps, da de fleste industrier lukkede.
Protesterne i 1978 kulminerede i december i "den hellige måned" muharram, en af de vigtigste måneder for shia-muslimerne. Hundredvis af demonstranter blev dræbt hver dag, men alligevel voksede protesterne fra dag til dag. Den 12. december fyldte to millioner mennesker gaderne i Teheran for at protestere mod shahen.
Hæren begyndte at gå i opløsning, da udskrevne soldater nægtede at skyde på demonstranter og begyndte at skifte side. Nogle soldater vendte sig mod sine overordnede officerer, dræbte dem og overtog militærbaser.
Shahen gik med til at indføre en grundlov og udpege den moderate Shapour Bakhtiar som statsminister, men det var for sent for kompromisser. Majoriteten af befolkningen var loyal mod Khomeini, og da han forlangte en fuldstændig afslutning på monarkiet, blev shahen tvunget til at forlade landet den 16. januar 1979. Khomeini vendte tilbage til Iran den 1. februar 1979 under indtryk af revolutionen mod shahen, som allerede var i gang.

## Khomeini tager kontrollen
Jubelen var stor i Iran, da shahen forlod landet, men der var også stor uenighed om Irans fremtidige retning. Samtidig som Khomeini var den mest populære politiske figur, var der dusinvis af revolutionsgrupper, hver med forskelligt syn på den rigtige retning for Irans fremtid. Det var stærke liberalistiske, sekularistiske, marxistiske og anarkistiske fraktioner, desuden en vid variation af religiøse grupper som ønskede at udarbejde Irans fremtid.
Nationens militære styrker, økonomi og udenrigsrelationer var i omvæltning. I de tidlige år skete der en udvikling af en situation med to magtcentre. Bazargan blev statsminister, og en borgerlig frihedsbevægelse arbejdede for at etablere en liberal sekulær regering. De gejstlige, ledet af Khomeini, dannede et separat magtcenter, det islamiske republikanske parti. Grupperne forsøgte at samarbejde, men spændinger voksede mellem de to fraktioner.
Det var teologerne, som var de første til at opbygge magten i den nye stat, da revolutionære celler blev lokale komitéer. De blev kendte som revolutionsvogterne i maj 1979, og disse grupper sikrede sig snart lokale magtpositioner over hele Iran og samlede mest lokal magt. De fik også kontrol over domsapparatet, som dømte tidligere embedsmænd i shahens sikkerhedstjenester og militæret.
I juni 1979 fremsatte oprørsbevægelsen sit forslag til grundlov. Den omdannede Iran til en islamisk republik, men gav ingen officiel rolle til ulemaen eller islamisk lov. Grundloven blev sendt til den nylig valgte lovforsamling, domineret af Khomeinis allierede, for gennemsyn. Forsamlingen afviste grundloven og var enig med Khomeini i, at det nye styre skulle være baseret "100% på islam".
En ny grundlov blev udarbejdet, hvilken skabte en mægtig position som øverste leder for Khomeini, som ville kontrollere militæret og sikkerhedsstyrkerne og kunne nedlægge veto mod kandidater, som søgte et embede. En præsident skulle vælges hvert fjerde år, men kun blandt kandidater godkendte indirekte af den øverste leder gennem vogterrådet. Khomeini selv blev statsoverhoved på livstid, som "leder af revolutionen", og senere "øverste åndelige leder". Bazargan trak sig som statsminister i november efter at have følt sig magtesløs, og fordi han var uenig i den retning, landet bevægede sig i.

## Opposition til revolutionen
I takt med, at det islamiske diktatur udryddede al modstand, voksede modviljen mod det i ind- og udland.

### Vestlige/amerikanske relationer
Det nye styre vendte sig mod USA, som blev anklaget for at opmuntre aktiviteter mod revolutionen. Følelserne toppede, da unge rabiate støtter til Khomeini tog et antal gidsler i den amerikanske ambassade i det, som blev kendt som gidselkrisen i Iran. Studenterne anklagede USA for at lade shahen komme ind i landet for kræftbehandling, men reelt var det et oprør mod USA's fremtidige indflydelse i Iran.

### Opposition fra nabolandenes regimer
Lederne af Irak, Kuwait, Saudi-Arabien, Bahrain, Qatar, Oman og Forenede Arabiske Emirater var også foruroligede over den iranske revolution og frygtede lignende hændelser i deres egne lande. Derfor invaderede Irak, med finansiel støtte fra de andre arabiske lande og USA, Iran i et forsøg på at kvæle revolutionen i fødslen. Dette startede den 8 år lange Iran-Irak-krig, som skulle komme til at koste en enorm mængde liv og ressourcer.
Invasionen fra Iraks side bevirkede i stedet, at befolkningen i Iran sluttede op bag det nye regime, og tidligere interne uoverensstemmelser blev stort set lagt til side for at møde den eksterne trussel. Samme år blev den nye grundlov godkendt med stort flertal i en folkeafstemning. For dem, som fortsat var i opposition til det nye regime, hovedsagelig sovjetisk støttede venstreorienterede grupper, blev krigen en undskyldning for regimet til at bruge tortur og ulovlige fængslinger ganske som shahen havde gjort.
Selv om Irak ikke formåede at besejre revolutionen i Iran, betød krigen, at den islamiske revolution ikke spredte sig uden for Irans grænser. Den betydelige shia-muslimske befolkning i Irak og golfstaterne blev ikke inddragne i det nye teokratiske styre. I den muslimske verden uden for Iran var det i stedet den dominerende sunni-islamske retning, som forblev den vigtigste magtfaktor i regionen, og som senere førte til oprettelsen af Taliban-regimet i nabolandet Afghanistan.
Et område, hvor Irans indflydelse blev udvidet, var i den libanesiske borgerkrig hvor Hizbollah blev nært allieret med iranerne. De kæmpede først mod irakiske og syriske fraktioner i Libanon og senere mod Israel. Denne støtte til en gruppe regnet som terrorister af store dele af verden, således af USA, isolerede Iran endnu mere fra verdenssamfundet. Siden slutningen på borgerkrigen udviklede Hizbollah en betydelig tilslutning indenlands og frigjorde sig fra afhængighed af støtte fra Iran, men relationerne mellem de to er forblevet nære.

### Shahens eksil
Efter magtovertagelsen af det nye shiitiske regime blev et betydelig antal personer fra shahens hemmelige politi SAVAK og andre støtter af shahen henrettede, vigtigst var Sadegh Khalkhali, sharia-herskeren. Shahen selv fik politisk asyl i Egypten under Anwar Sadat, et greb som yderligere fremmedgjorde Sadat for egyptiske islamiske naboland. Shahen var allerede dødssyg med kræft og døde i Kairo 27. juli 1980.

## Efterspil
På længere sigt førte revolutionen til mindre udenlandsk indflydelse. Iran isolerede sig i forhold til begge parter under den kolde krig, både USA og Sovjetunionen. Iran blev udsat for omfattende økonomiske handelssanktioner.
Til trods for en vis grad af formelt demokrati i den efterrevolutionære politiske struktur er bruddene på menneskerettighederne under det teokratiske regime været langt mere brutale end under monarkiet. Tortur, fængsling af afvigere og mord på prominente kritikere er almindelig. Undertrykkelsen af kvinder og religiøse minoriteter især medlemmer af Bahai-troen har været almindelig siden revolutionen, da deres tro er blevet erklæret for gudsbespottende. Mere end 200 bahaier er blevet henrettede eller dræbte, hundredvis er blevet fængslet og titusindvis er blevet frataget deres arbejde, pensioner, forretninger og uddannelsesmuligheder. Alle bahaienes nationale administrative strukturer er blevet forbudte af regimet, og hellige steder, templer og gravpladser er blevet konfiskerede, vandaliserede eller ødelagte.
Efterhånden har regimet slækket så meget på kontrollen, at der er sket en intern udvikling af det politiske system uden, at dette i hovedsagen skyldes eksternt pres. Den reformorienterede præsident Muhammed Khatami blev valgt i 1997, og den (for regionen) relativt høje grad af internettilgang (Iran havde i 2004 5 millioner internetbrugere ) gør det vanskeligere at stoppe denne fortsatte udvikling af fri politisk tanke- og organisationsvirksomhed.

## Robert Dreyfuss om revolutionen
I bogen Hostage to Khomeini giver den amerikanske journalist og Mellemøstenekspert Robert Dreyfuss (tidligere medarbejder til Lyndon LaRouche) en detaljeret redegørelse om hvorfor Carter-administrationen overgav shahen og gav sin støtte til Khomeini og de revolutionære, og hvorfor den senere fik en kold skulder af revolutionslederen, da shahen fik kræftbehandling i USA. Ifølge forfatteren gik USAs nationale sikkerhedsrådgiver Zbigniew Brzezinski ind for at styrte shahen for at udnytte den islamiske fundamentalisme i kampen mod det kommunistiske Sovjetunionen. Dreyfuss giver belæg for, at Khomeini fra og med 1960-erne samarbejdede med Secret Intelligence Service (SIS, Storbritanniens underretningstjeneste) for at destabilisere monarkiet i Iran, og at det lå i de engelske oligarkernes interesse at bremse Irans industrielle og tekniske udvikling. Han påviser også, at BBC spillede en afgørende rolle i spredningen af Khomeinis idéer i Iran ved, at de sendte hans taler og regelmæssige forkyndelser til den iranske befolkning under hele 1978 og 1979.